# Microjassa tetradonta
Microjassa tetradonta är en kräftdjursart som beskrevs av Chris Conlan 1995. Microjassa tetradonta ingår i släktet Microjassa och familjen Ischyroceridae. Inga underarter finns listade i Catalogue of Life.